# Phaonia dorsolineatoides
Phaonia dorsolineatoides är en tvåvingeart som beskrevs av Ma och Xue 1992. Phaonia dorsolineatoides ingår i släktet Phaonia och familjen husflugor.
Artens utbredningsområde är Shaanxi (Kina). Inga underarter finns listade i Catalogue of Life.